# Dispositionelle Eigenschaft
Als dispositionelle Eigenschaft (Disposition) bezeichnet man insbesondere in der Ontologie und Wissenschaftstheorie die Möglichkeit oder das Vermögen eines Gegenstandes (einschließlich eines Menschen), sich in einer bestimmten Weise zu verhalten. Meint man nur dauerhaftere, spezifische oder angeborene Dispositionen, spricht man auch von Anlage, Veranlagung, Tendenz oder Neigung.
Auf Dispositionen beziehen sich dispositionale Ausdrücke, dispositionale Prädikate oder Dispositionsbegriffe. Der Gegenbegriff zum Dispositionsbegriff ist der Beobachtungsbegriff.
Beispielsweise lässt sich die Eigenschaft „zerbrechlich“ analysieren als Veranlagung eines Objekts, zu zerbrechen, wenn es relativ geringer Krafteinwirkung ausgesetzt ist. In der jüngeren systematischen Philosophie wurde für die Bearbeitung unterschiedlichster Probleme eine Verwendung des Dispositionsbegriffs vorgeschlagen, darunter Erklärungen menschlichen Verhaltens und Denkens oder angenommene Eigenschaften wie Farben, ästhetische oder Wert-Eigenschaften. Umstritten ist neben der Tauglichkeit derartiger Analysen im Einzelnen u. a., wie der Begriff einer Disposition überhaupt zu analysieren und von anderen Klassen von Eigenschaften zu unterscheiden ist; wie sich Dispositionen zu ihrer materiellen Basis (etwa der Atomstruktur einer zerbrechlichen Vase) verhalten, ob sie etwa durchgängig darauf reduzierbar sind oder es auch ontologisch unabhängige Dispositionen gibt, die ggf. selbständig kausal wirksam sind; ob Dispositionen überhaupt oder gar vollständig je intrinsische Eigenschaften sind.

## Abgrenzung dispositioneller und anderer Eigenschaften
Der klassische Gegenbegriff zu dispositionellen Eigenschaften ist der Begriff manifester Eigenschaften. Diese beschreiben einen Zustand, der zum Zeitpunkt der Aussage vorliegt.
Dispositionen können nicht direkt beobachtet werden, sondern nur ihre Manifestationen oder z. B. strukturelle Eigenschaften des Objekts, welche die Manifestation unter bestimmten Umständen bewirken.

## Schwierigkeiten bei der Definition dispositionaler Eigenschaften
Insbesondere im logischen Empirismus wurde die Frage diskutiert, ob und wie dispositionelle Eigenschaften so definiert werden können, dass man in der Analyse nur Bezug nimmt auf manifeste, direkt beobachtbare oder zumindest in ihrer Natur besser verständliche Eigenschaften. Zunächst scheinen Analysen naheliegend, die mit Konditionalen arbeiten, wie etwa:
x ist genau dann wasserlöslich wenn gilt: wenn x in Wasser getaucht wird, löst x sich auf.
Die Schwierigkeit hierbei ist, dass (nach der Bedeutungsfestlegung der „materialen Implikation“) eine Aussage „wenn A, dann B“ schon dann wahr ist, wenn A nicht gilt. Aus „x wird nicht in Wasser getaucht“ folgt also bereits „Wenn x in Wasser getaucht wird, löst x sich auf“.  Daraus ergibt sich die unerwünschte Konsequenz, dass alles wasserlöslich ist, was bisher nicht in Wasser getaucht wurde.
Eine alternative Definition (in Form einer so genannten bedingten Definition) sieht folgendermaßen aus:
Wenn x in Wasser getaucht wird, dann gilt: x ist genau dann wasserlöslich, wenn x sich auflöst.
Hier wird die Austauschbarkeit von Definiendum „x ist wasserlöslich“ und Definiens „x löst sich auf“ abhängig gemacht davon, dass x in Wasser getaucht wurde. Nach dieser Definition lässt sich jedoch über die Wasserlöslichkeit von x nichts sagen, solange x nicht in Wasser getaucht wurde, die Aussage „x ist wasserlöslich“ ist dann unentscheidbar. Auch dies hat jedoch Konsequenzen, die unsere Intuitionen verletzen. Denn hieraus folgt, dass wir von einem Stück Zucker, das nie in Wasser getaucht wurde, nicht sagen können, dass es wasserlöslich ist.
Der Intuition am nächsten kommt wahrscheinlich eine Definition mittels einer kontrafaktischen Implikation
x ist genau dann wasserlöslich wenn gilt: wenn x in Wasser getaucht würde, würde x sich auflösen.
Eine kontrafaktische Implikation, also eine Aussage der Form „Wenn A der Fall wäre, wäre B der Fall“ hat jedoch den Nachteil der sprachlichen Unschärfe, ihre Bedeutung ist (im Gegensatz zur materialen Implikation) nicht exakt festgelegt.
Die Unmöglichkeit, Dispositionsbegriffe auf Beobachtungsbegriffe zurückzuführen, veranlasste Carnap, sie mit Hilfe bedingter Definition einzuführen. Im Fall bedingter Definitionen kann der definierte Ausdruck jedoch nur dann eliminiert werden, wenn die Bedingung erfüllt ist. Damit scheiterte das Programm Carnaps, alle Begriffe auf Beobachtungsbegriffe zurückzuführen.
In realistischer Perspektive wird entsprechend betont, dass die Naturwissenschaften häufig Dispositionsbegriffe verwenden, ihr Zutreffen aber gewöhnlich nicht getestet, sondern aus der Zugehörigkeit zu einer Art geschlossen wird, so dass auch die Naturwissenschaften sich nicht allein auf das unmittelbar sinnlich Wahrnehmbare beschränken können.